# Ochrana
L'Ochrana (traslitterato anche Okhrana) (in russo Охрана? ; nome completo Охранное отделение, Ochrannoe otdelenie, ovvero "Sezione di sicurezza" o "Dipartimento di sicurezza") era la polizia segreta della Russia zarista, posta alle dirette dipendenze del Ministero degli affari interni.

## Storia
Essa fu istituita nel 1881 da Alessandro III in luogo della precedente Terza Sezione, esistente dal 1826.
Dotata di ampi poteri discrezionali circa i reati concernenti l'eversione politica, l'Ochrana esercitava un ampio controllo su scuole, università, stampa e giustizia. Oltre ad essere sospetta di un ruolo assai incisivo nella diffusione dei pogrom antiebraici in Russia, essa è nota per aver infiltrato pesantemente i movimenti di opposizione antizarista.
Molti storici, come lo storico tedesco Konrad Heiden e lo storico russo Mikhail Lepekhine sostengono che Matvei Golovinski, scrittore e agente dell'Ochrana, abbia fabbricato la prima edizione dei Protocolli dei Savi di Sion (1903). L'organizzazione ha anche fabbricato documentazione falsa relativa al "processo Beilis" (un caso di antisemitismo) del 1913.
Gli agenti dell'Ochrana potevano incarcerare e condannare all'esilio chiunque fosse anche solo sospettato di svolgere attività sovversiva, senza che tali provvedimenti fossero sanzionati da alcun tribunale.
Fu soppressa nel 1917 in seguito alla Rivoluzione di febbraio.